# Discografia dei New Order

## Album studio
| Anno di uscita | Titolo                       | Etichetta     | Posizione in classifica UK |
| 1981           | Movement                     | Factory/Qwest | 30                         |
| 1983           | Power, Corruption and Lies   | Factory/Qwest | 4                          |
| 1985           | Low-Life                     | Factory/Qwest | 7                          |
| 1986           | Brotherhood                  | Factory/Qwest | 9                          |
| 1989           | Technique                    | Factory/Qwest | 1                          |
| 1993           | Republic                     | Qwest         | 1                          |
| 2001           | Get Ready                    | Warner        | 6                          |
| 2005           | Waiting for the Sirens' Call | Warner        | 5                          |
| 2013           | Lost Sirens                  | Warner        | 23                         |
| 2015           | Music Complete               | Mute Records  | 2                          |

## Raccolte
| Anno di uscita | Titolo                                | Etichetta     | Posizione in classifica UK |
| 1987           | Substance                             | Factory/Qwest | 3                          |
| 1994           | The Best of New Order                 | Qwest         | 4                          |
| 1995           | The Rest of New Order (Remixes)       | Phantom       | 5                          |
| 2002           | International                         | Warner        | -                          |
| 2002           | Retro                                 | Warner        | 104                        |
| 2005           | Singles (2 CD)                        | Advance       | 14                         |
| 2011           | Total: From Joy Division to New Order | Rhino         | 51                         |

## Live e altro materiale
- 1990 - The Peel Sessions (session BBC Radio 1)
- 1992 - BBC Radio 1 Live in Concert (live)
- 2002 - Before & After - The BBC Sessions (session radio)
- 2004 - In Session (session BBC Radio 1)
- 2005 - Best Remixes (remix)
- 2007 - iTunes Originals - New Order (solo digitale)
- 2011 - Total: From Joy Division to New Order (raccolta che comprende anche tracce dei Joy Division)
- 2011 - Live at the London Troxy (live)
- 2013 - Live at Bestival 2012 (live)
- 2017 - NOMC15 (live)
- 2019 - Σ(No,12k,Lg,17Mif) New Order + Liam Gillick: So It Goes... (live)
- 2021 - Education Entertainment Recreation (live)

## Singoli
- Ceremony (1981)
- Procession (1981)
- Everything's Gone Green (1981)
- Temptation (1982)
- Blue Monday (1983)
- Confusion (1983)
- Thieves Like Us (1984)
- Murder (1984)
- The Perfect Kiss (1985)
- Sub-culture (1985)
- Shellshock (1986)
- State of the Nation (1986)
- Bizarre Love Triangle (1986)
- True Faith (1987)
- Touched by the Hand of God (1987)
- Blue Monday 1988 (1988)
- Fine Time (1988)
- Round & Round (1989)
- Run 2 (1989)
- World in Motion (1990)
- Regret (1993)
- Ruined in a Day (1993)
- World (The Price of Love) (1993)
- Spooky (1993)
- True Faith-94 (1994)
- 1963 (1995)
- Blue Monday-1995 (1995)
- Video 5 8 6 (1997)
- Crystal (2001)
- 60 Miles an Hour (2001)
- Someone like You (2001)
- Here to Stay (2002)
- World in Motion (reissue, 2002)
- Confusion Remixes '02 (2002)
- Blue Monday/Confusion (2004)
- Krafty (2005)
- Jetstream (2005)
- Waiting for the Sirens' Call (2005)
- Guilt Is a Useless Emotion (2005)
- Restless (2015)
- Tutti Frutti (2015)
- Singularity (2016)
- People on the High Line (2016)
- Be a Rebel (2020)

## EP
- 1982 - 1981-1982
- 1986 - Peel Sessions 1982
- 1987 - Peel Sessions 1981
- 2002 - 60 Miles an Hour - Australian Tour EP